# Pihhuniya
Pihhuniya (... – post 1317 a.C.) fu un capo tribale dei Kaska, vissuto nel Ponto anatolico nel XIV secolo a.C..

## Biografia
Dei Kaska abbiamo notizia dai testi Ittiti che parlano ripetutamente di questi loro confinanti del Nord, nemici fieri e riottosi al giogo del grande impero anatolico, organizzati in realtà tribali e clan, le cui incursioni tennero in apprensione gli Ittiti per secoli; popolazione stanziata a ridosso del Mar Nero, nel cosiddetto Ponto Anatolico, calavano dalle regioni montuose nel Nord Ittita per razzie ed incursioni.
Non riuscirono mai ad organizzarsi in una realtà unitaria, tranne che per un breve periodo: gli "Annali dei dieci anni" del re ittita Muršili II narrano di Pihhuniya, un leader tribale, che attorno al 1318 a.C. riuscì a coalizzare sotto di sé vari clan e ad invadere le cosiddette Terre Alte ittite, stanziandosi in quell'area.
Mursili, al ritorno dalla trionfale campagna in Arzawa, si diresse col proprio esercito a Nord (1317), sconfisse i Kaska e ridusse Pihhuniya in schiavitù, deportandolo nella capitale Hattuša .
Nessuno dopo Pihhuniya riuscì a unire nuovamente i Kaska.